# Carmenere

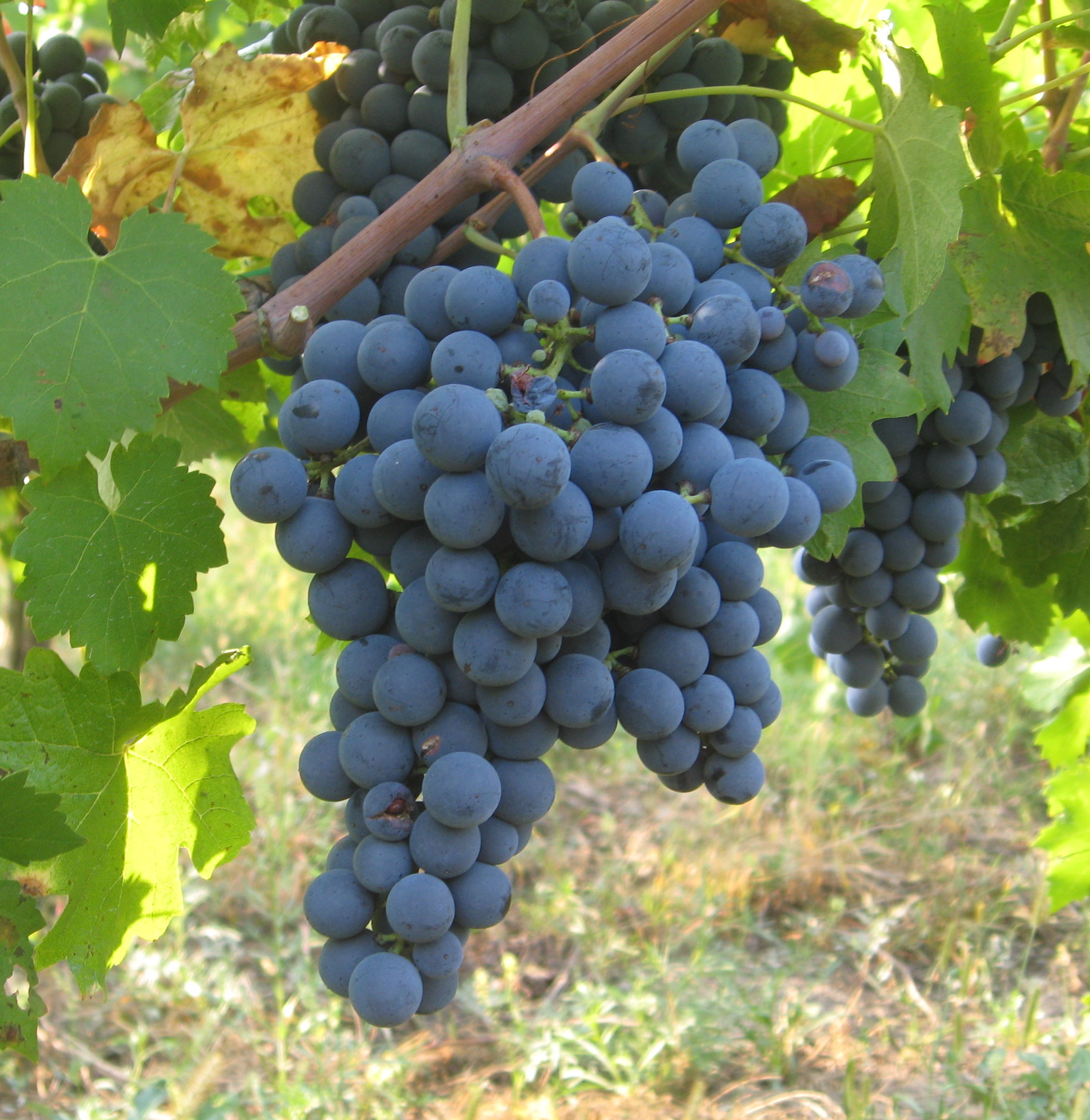
Racimos de carmenere

La carmenere (en francés carménère) es una variedad de uva plantada originalmente en la región de Médoc de Burdeos, Francia, donde es usada para producir vinos tintos oscuros y a menudo es usada para vinos de mezcla con petit verdot.
Es un miembro de la familia cabernet. El nombre carmenere proviene de la palabra francesa carmin, en referencia al color carmín, por el color del foliage antes de la caída de la hoja. La uva también es conocida como grande vidure, un sinónimo usado históricamente en Burdeos, aunque en la actualidad la legislación de la Unión Europea prohíbe importaciones desde Chile que tengan ese nombre. La carmenere está considerada una de las seis uvas tintas originarias de Burdeos, junto con la cabernet sauvignon, la cabernet franc, la merlot, la malbec y la petit verdot.
Hoy no es habitual en Francia y las mayores plantaciones de esta variedad están en Chile, Sudamérica. En 2009 había 8800 hectáreas de esta variedad en la Zona Central chilena. Chile produce la mayoría de los vinos de carmenere disponibles hoy y la industria vinícola chilena está en crecimiento, por lo que se están llevando a cabo experimentos con el potencial que pudieran tener los vinos de mezcla con esta uva, sobre todo con la cabernet sauvignon.
La carmenere también crece en las regiones italianas del Véneto y Friuli-Venecia Julia. También crece en pequeñas cantidades en California y en Walla Walla (estado de Washington), en Estados Unidos.

## Historia

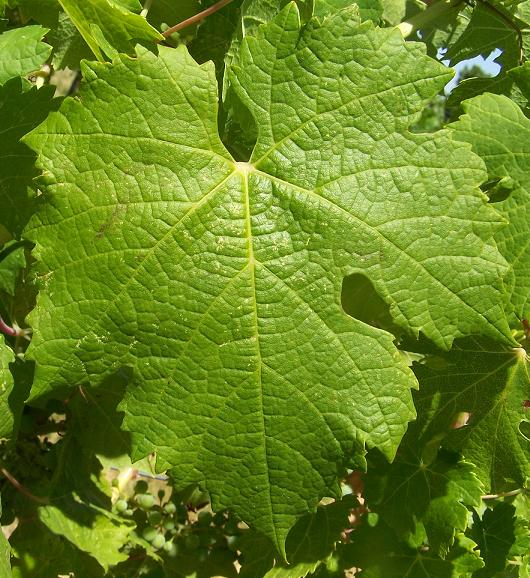
Hoja de carmenere

Es una de las variedades europeas más antiguas. Se cree que la carmenere es la antecesora de otras variedades más conocidas. Algunos la consideran «un clon muy difundido de la cabernet sauvignon». Es posible que el nombre de la variedad sea un apodo como el de la grande vidure, que se usó en Burdeos para definir a un clon de la cabernet sauvignon que antes se creía que era la cepa de la cual procedían todas las uvas tintas de Burdeos.
También se cree que la carmenere pudiera haber sido la biturica, una vid de la antigua Roma que fue llamada así por el nombre de Burdeos en aquel entonces. Según Plinio el Viejo, la biturica se originó en la península ibérica (hoy España y Portugal). En la actualidad es mezclada con la sangiovese en la Toscana bajo el nombre de predicato di Biturica.
Los orígenes conocidos de la carmenere están en la región de Médoc, en Burdeos. También había muchas plantaciones en la región de Graves de Burdeos, hasta que las vides sufrieron oídio. Es casi imposible encontrar vinos de carmenere en Francia a causa de que la plaga de filoxera de 1867, que destruyó casi todos los viñedos de Europa, afectando sobre todo a la cepa de carmenere hasta tal punto que durante años se creyó que se había extinguido. Sin embargo, se ha descubierto las verdaderas razones de declive fueron netamente productivas, ya era poco productiva y difícil de cultivar, más que cualquier otra uva común de Burdeos. La humedad de la región y su clima primaveral frío dieron lugar al coulure, «algo endémico de ciertas vides en climas que tienen climas marginales, a veces fríos, y primaveras húmedas», que evita la floración de los brotes de la vid. Los rendimientos eran más bajos que los de otras variedades y los cultivos eran rara vez saludables y, en consecuencia, los viticultores escogieron variedades más versátiles y menos susceptibles al coulure para replantar sus viñedos y la plantación de carmenere fue progresivamente abandonada.

## Países

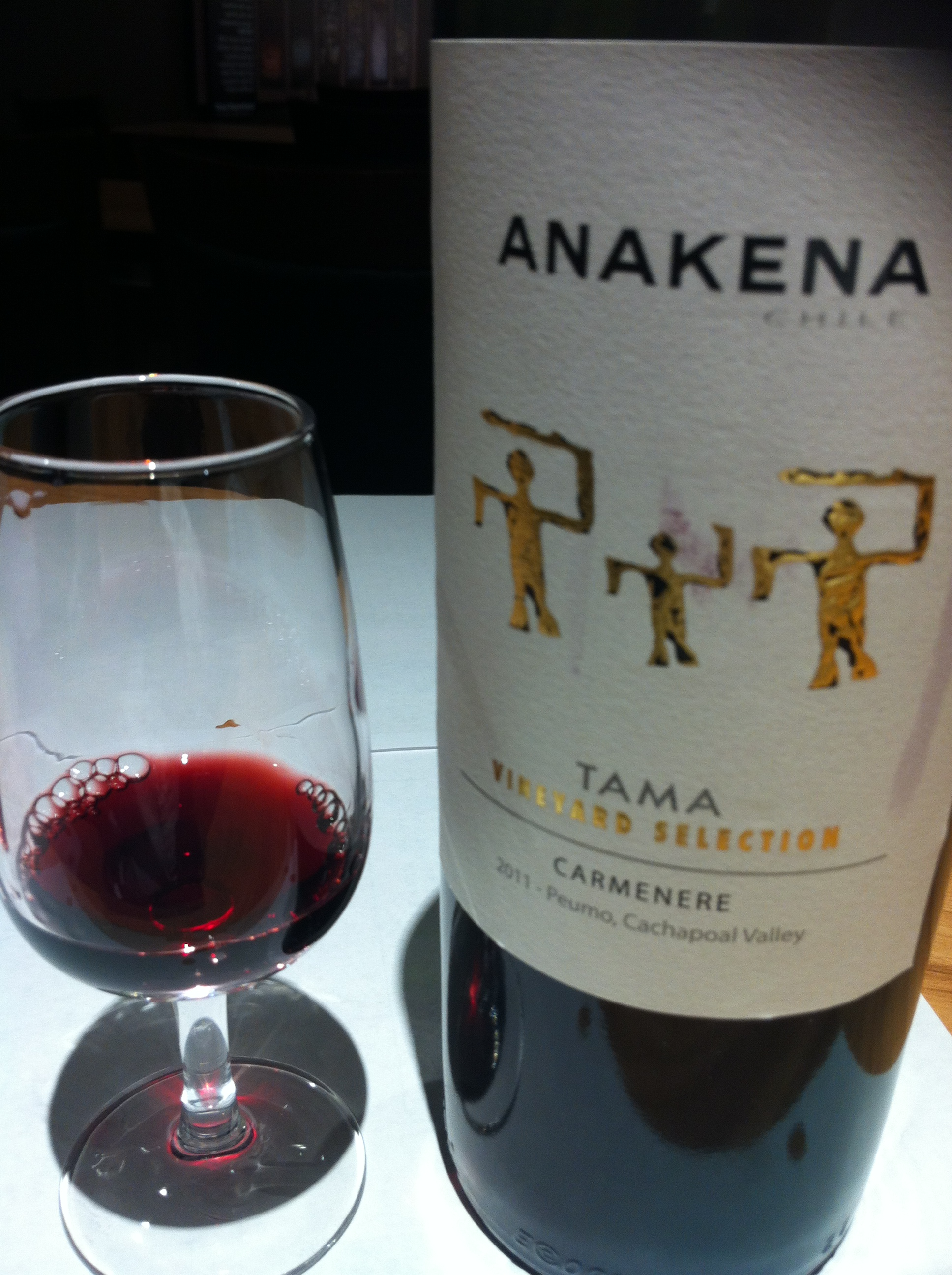
Un vino de carmenere del valle del Cachapoal de Chile

#### Chile

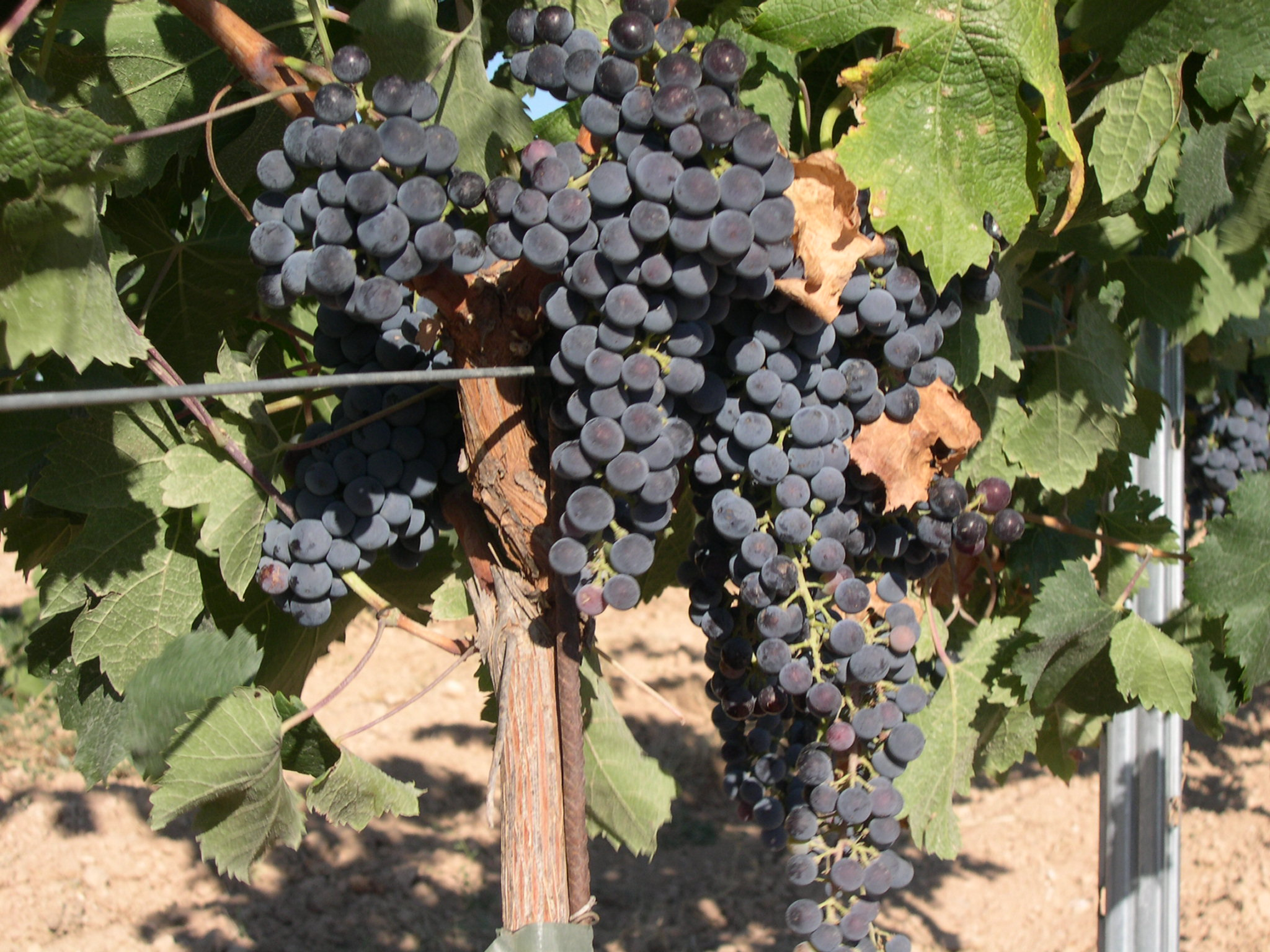
Uvas merlot

Los viticultores chilenos importaron esquejes de carmenere de Burdeos durante el siglo XIX, donde era a menudo confundida con vides de merlot. Estructuraron su industria vinícola al estilo francés y en la década de 1850 los esquejes de Burdeos, entre los cuales estaban los de carmenere, fueron plantados en valles de los alrededores de Santiago de Chile. Gracias a las pocas precipitaciones en Chile durante su estación de crecimiento y a la protección natural de las lindes, los viticultores produjeron cultivos sanos y la carmenere no fue afectada por la filoxera. Durante buena parte del siglo XX, la carmenere había pasado inadvertida, recogida y procesada junto con la merlot (llegando a alcanzar probablemente un 50% del total del volumen de la cosecha), dando al vino de merlot chileno propiedades marcadamente diferentes del merlot que se producía en cualquier otro lugar. Los viticultores chilenos creían que esta vid era un clon de la merlot y era conocida como merlot selection o merlot peumal (por Peumo, en Chile). En medio del auge de la exportación de diferentes variedades de vinos chilenos en los albores de los años noventa, en 1994 el ampelógrafo de la Facultad de Enología de Montpellier Jean Michel Boursiquot, traído por la Viña Carmen, descubrió que esta vid de maduración temprana era la carmenere de Burdeos y no merlot. Seguido, el experto argumentó que era una variedad de renombre en el Médoc y que para mitad del siglo XIX habría desaparecido producto del ataque de la filoxera. El Ministerio de Agricultura chileno reconoció a la carmenere oficialmente como una variedad distinta en 1998. Aunque en un inicio los productores vitivinícolas chilenos se mostraron reticentes a la carmenere, porque podría afectar la producción del merlot, con el tiempo la aceptaron, desarrollaron y perfeccionaron. Hoy la carmenere se cultiva en casi la mayoría de los valles o denominaciones geográficas chilenas, ya que el país no dispone de una legislación que promueva exclusividad territorial a través de una Denominación de Origen, o haga énfasis en la protección histórica de cultivos y sus vinos a través de apelaciones, por lo que se extiende en gran parte de Chile, desde Limarí y Choapa hacia el norte; Maipo, Cachapoal, Rapel, Colchagua en los valles centrales, y Curicó, Maule y Ñuble hacia el centro sur. A la fecha, Chile tiene el 96% de las plantaciones de carmenere del mundo

#### Controversia
Luego de descubrir que entre los cultivos de merlot coexistía el carmenere, surgió por parte de algunas bodegas pertenecientes a la industria vinícola chilena distintos relatos buscando validar y posicionar el carmenere chileno en el mundo. El comunicado inicial que se mantuvo durante décadas, informaba que el carmenere en Francia se habría extinguido producto del ataque de la filoxera, siendo "redescubierto" en Chile. No teniendo información o documentación para fundamentar aquella hipótesis, la mayoría de las bodegas adhirieron a esta historia, asegurando además que este hecho sucedió durante 1860, lo que explicaría que en Chile se hubiese convertido en un repositorio de la variedad por no sufrir los estragos de la filoxera.       
En enero de 2024 se publica una investigación llevada a cabo por el sitio chileno WIP.cl, citando textos que fueron recopilándose de bibliotecas europeas y estadounidenses, informando que en realidad la variedad no habría llegado a un punto extinción, sólo que en Francia, país de origen de los cultivos, las plantaciones entre los siglos XIX y XX disminuyeron por problemas de productividad asociados a clima y suelos, conservándose 10 hectáreas en promedio para todo el siglo XIX y entrado el XX. La investigación cita a varios autores como A. Pellicot, quien observó que el carmenere de Médoc era una de las pocas variedades que toleró el ataque de la filoxera. El texto verifica que años antes del supuesto redescubrimiento chileno, ya se habría plantado carmenere en la bodega Guenoc Winery de California bajo el nombre de carmenere (nombre consultado a OIV), como variedad aislada y reconocida, con la cual produjeron vinos varietales. A pesar de que la investigación invalida la mayoría de los argumentos históricos construidos por Chile, las bodegas del país sudamericano no se retractan del relato de 'extinción y redescubrimiento', en conocimiento que ninguno de los hechos realmente ocurrió, ya que en Francia no se extinguió, y no hubo un descubrimiento o anterior constatación de cultivos para hablar de redescubrimiento.        

#### Italia
En Italia ocurrió algo similar cuando, en 1990, la bodega Ca' del Bosco adquirió lo que pensaba que eran vides de cabernet franc de un vivero francés. Los viticultores apreciaron que las vides eran diferentes de las cabernet franc tradicionales tanto en color como en sabor. También notaron que las vides maduraban antes que la cabernet franc. Otras regiones vinícolas italianas también empezaron a dudar del origen de esas vides, que fueron finalmente definidas como carmenere. En Italia, la variedad crece sobre todo en el noreste del país, desde Brescia a Friuli. Ha entrado recientemente en el catálogo de variedades de vides italianas pero «ningún distrito tiene aún autorización para usarla». A pesar de todo, la vid «no puede ser cultivada con su nombre original o para una vendimia específica y no se puede usar para vinos identificados con la etiqueta Indicazione Geografica Tipica (IGT), Denominazione di Origine Controllata (DOC) o DOCG». La bodega Ca' del Bosco llama a este producto carmenero.
En 2007, la uva fue autorizada para la DOC Véneto: Arcole (Bagnoli di Sopra, Cori Benedittine del Padovano, Garda, Merlara, Monti Lessini, Riviera del Brento and Vicenza), Friuli-Venecia Julia (Collio, or Collio Goriziano) y Cerdeña (Alghero).
Desde un decreto ministerial de 2009, a los productores de la DOC Piave en cincuenta comunas de la provincia de Treviso y doce en la provincia de Venecia se les ha permitido especificar la variedad carmenere en la etiqueta del vino.

#### Otras regiones
Actualmente solo existen unas pocas decenas de hectáreas en Francia de carmenere, aunque hay rumores de que existe un interés creciente por esta vid entre los viticultores de Burdeos.
La carmenere también se ha establecido en el valle Walla Walla, al este del Estado de Washington, y en California, en los Estados Unidos. En los años 80, Karen Mulander-Magoon, copropietaria de la bodega y las fincas Guenoc & Langtry, trajo la vid a sus viñedos. Fue un esfuerzo conjunto con Louis Pierre Pradier, «un investigador científico y viticultor francés y que había trabajado para evitar la extinción de la carmenere en Francia». Una vez que las vides fueron puestas en cuarentena y chequeadas para evitar enfermedades fueron admitidas legalmente en California en 1990, donde fueron clonadas y plantadas.
En Australia, se importaron tres esquejes de carmenere desde Chile por el enólogo Richard Smart a finales de los años 90. Después de dos años de cuarentena, solo había sobrevivido un esqueje, que pasó un tratamiento para eliminarle virus y fue «micropropagada» (con segmentos de brotes individuales que fueron cultivados en un gel de nutrientes) y plantadas por la empresa de viveros de vides Narromine. Las primeras vides del vivero fueron plantadas en 2002 por la empresa de viñedos y bodegas Amietta en el valle de Morabool (Geelong, Victoria), que usó carmenere en su mezcla Angels' Share.
La carmenere ha sido establecida en pequeñas cantidades en Nueva Zelanda. Las pruebas de ADN confirmaron en 2006 que las plantaciones de cabernet franc de la región de Matakana eran en realidad de carmenere.

## Viticultura
La carmenere tiene una larga estación de crecimiento en climas moderados o cálidos. Durante el tiempo de la cosecha y durante el invierno la vid se introduce en altos niveles de lluvia e irrigación. Esto es especialmente cierto en terruños pobres donde la vid podría necesitar más agua. Un exceso de riego durante este periodo acentúa las características herbáceas y a pimiento verde de la uva. La uva desarrolla naturalmente altos niveles de azúcar antes de desarrollar los taninos durante la madurez. Si crece en climas demasiado cálidos el vino resultante tendrá un alto nivel de alcohol y un balance bajo. La carmenere brota y florece de tres a siete días antes de la merlot y los rendimientos son más bajos que los de esta última uva. Las hojas de la carmenere se vuelven carmesí antes de la caída de la hoja.
La carmenere se vinifica en vinos de una sola variedad (los vinos llamados a veces varietales), o como vino de mezcla con cabernet sauvignon, cabernet franc y/o merlot.

### Diferencias con la merlot
Las investigaciones genéticas han demostrado que la carmenere podría estar relacionada de forma lejana con el merlot y las similitudes en su apariencia han vinculado a ambas vides durante siglos. A pesar de las similitudes, hay algunas diferencias apreciables que ayudan al ampelógrafo a identificar las dos vides. Cuando es joven, las hojas de la vid carmenere tienen un tono rojizo en el envés mientras que el de la hoja de la merlot es blanco. También hay ligeras diferencias en la forma de la hoja, siendo el lóbulo central de la merlot más largo. La merlot madura dos o tres semanas más pronto que la carmenere.
En viñedos donde ambas variedades están intercaladas, el tiempo de la cosecha es de suma importancia a la hora de determinar las características del vino de mezcla resultante. Si las uvas de merlot se recogen cuando las de carmenere han madurado por completo, estarán muy maduras y darán al vino un carácter amermelado. Si las uvas son recogidas antes, solo cuando las uvas de merlot han madurado por completo, la carmenere dará un agresivo sabor a pimiento verde.
La merlot y la carmenere han sido confudidas a menudo pero nunca se ha creído que fueran idénticas. Sus diferencias distintivas implican que la uva haya sido llamada merlot selection o merlot peumal, «lo que remite geográficamente a los valles al sur de Santiago de Chile, donde crecía la carmenere» antes de que su verdadera variedad fuese identificada.

## Características

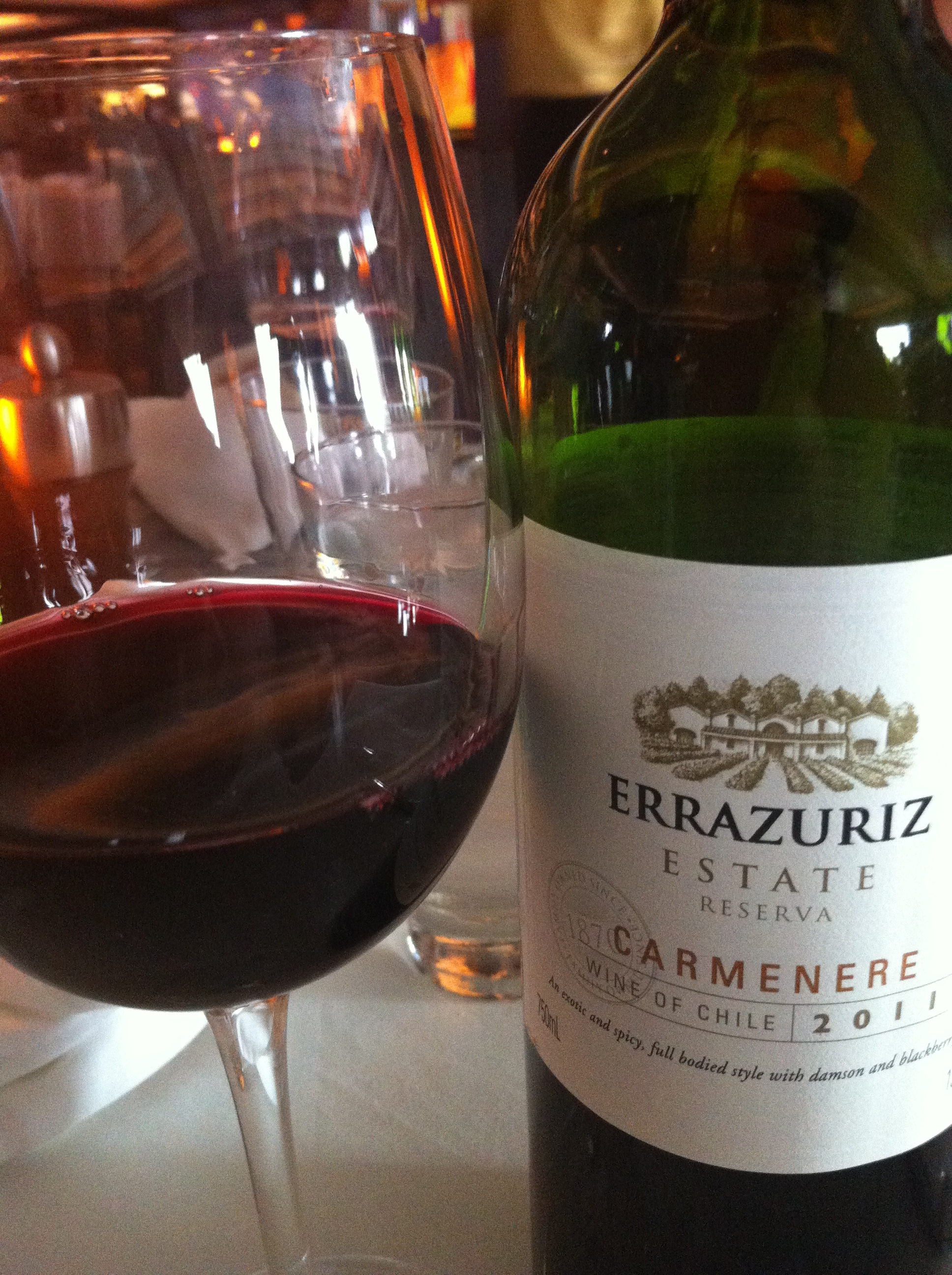
Un vino de carmenere de Chile

El vino de carmenere tiene un color rojo oscuro y aromas a frutas rojas, especias y cerezas. Los taninos son más suaves que en los vinos de cabernet sauvignon y tiene un cuerpo medio. A pesar de ser usada sobre todo como uva de mezcla, hay bodegas que embotellan vinos varietales de carmenere que, cuando se hacen de uvas que han madurado de forma óptima, tiene un sabor afrutado «acerezado», con notas ahumadas, especiadas y terrosas y tienen un color oscuro similar al del carmín. Si también tiene reminiscencias a chocolate negro, tabaco y cuero. Este vino es mejor cuando es joven.